# 高盐地风毛菊
高盐地风毛菊（学名：Saussurea lacostei）为菊科风毛菊属的植物，为中国的特有植物。分布于中国大陆的新疆等地，生长于海拔2,650米至3,000米的地区，常生长在石质干山坡或山坡阴处，目前尚未由人工引种栽培。